# Kaplica św. Mikołaja w Bachurach
Kaplica pod wezwaniem św. Mikołaja – prawosławna kaplica filialna w Bachurach. Należy do parafii Podwyższenia Krzyża Świętego w Jałówce, w dekanacie Gródek diecezji białostocko-gdańskiej Polskiego Autokefalicznego Kościoła Prawosławnego.

## Historia
Pierwsza kaplica w Bachurach powstała w pierwszych latach po zawarciu unii brzeskiej, gdy część ludności zamieszkującej wsie Bachury i Jałówka odmówiła przyjęcia unii. Spontanicznie została wówczas wzniesiona kaplica nad brzegiem Łuplanki, przy której zamieszkał zakonnik prawosławny. Świątynia przetrwała kilkadziesiąt lat, po czym uległa zniszczeniu w pożarze i nie została odbudowana na pierwotnym miejscu. Mieszkańcy pobliskich wsi wznieśli jednak nową kaplicę, położoną w lesie, kilka kilometrów od pierwszej.
Według sprawozdania z wizyty dekanalnej z 1780 kaplica w Bachurach podlegała parafii w Jałówce. W końcu XVIII w., na skutek aktywnej działalności misyjnej unitów, prawosławni stracili obiekt. Wrócił on w ich posiadanie po przymusowej likwidacji Kościoła greckokatolickiego na Białostocczyźnie przez władze carskie w 1839. Kaplica spłonęła doszczętnie w 1905, jednak dzięki poparciu proboszcza parafii w Jałówce ponownie została zrekonstruowana. Nowo wzniesiony budynek został pokryty gontem, we wnętrzu ponownie znalazła się ocalona z pożaru cudowna ikona św. Mikołaja. Obiekt został zdewastowany, gdy prawosławna ludność okolic udała się w 1915 na bieżeństwo. Wyremontowana w okresie międzywojennym kaplica spłonęła z całym wyposażeniem w 1941, w wyniku ostrzału artyleryjskiego wsi.
W 1948 ze składek wiernych została wzniesiona nowa świątynia. Znalazło się w niej 14 ikon podarowanych przez cerkiew w Jałówce. Budynek został wyremontowany w latach 70. XX w., jednak w 1976 wnętrze obiektu zostało zdewastowane przez nieznanych sprawców, którzy zrabowali lub zniszczyli większość ikon i chorągwi. Ponownie w uzupełnieniu wyposażenia cerkwi pomogła parafia w Jałówce. W latach 90. XX w. kaplica została rozbudowana.
Obiekt został poświęcony 13 września 1999 r. przez biskupa białostockiego i gdańskiego Jakuba.
W 2018 r. wyremontowano wnętrze świątyni.
Nabożeństwa w kaplicy odbywają się w wyznaczone ważniejsze święta.

## Architektura
Budowla drewniana, konstrukcji zrębowej. Prezbiterium mniejsze od nawy, zamknięte prostokątnie. Dachy kaplicy blaszane, jednokalenicowe. Wejście poprzedzone dwuspadowym daszkiem (z trójkątnym szczytem), wspartym na dwóch słupach. Nad nawą dach dwuspadowy z wieżyczką zwieńczoną cebulastym hełmem. Nad prezbiterium dach trójspadowy.